# Stuart Cowie
Stuart Cowie (* 22. November 1974) ist ein ehemaliger schottischer Squashspieler.

## Karriere
Stuart Cowie war von 1994 bis 2000 auf der PSA World Tour aktiv und gewann im Laufe dieser Zeit drei Titel. Seine beste Platzierung in der Weltrangliste erreichte er mit Rang 62 im November 1999. Mit der schottischen Nationalmannschaft nahm er 1997 und 1999 an der Weltmeisterschaft teil. Auch an Europameisterschaften nahm er mit Schottland mehrfach teil und wurde mit ihr 1996 und 1999 Vizeeuropameister. Bei den Commonwealth Games 1998 errang er mit Peter Nicol im Doppelwettbewerb die Bronzemedaille. Im Einzel schied er in der zweiten Runde, im Mixed im Viertelfinale aus. Im gleichen Jahr wurde er schottischer Vizemeister hinter John White.

## Erfolge
- Vizeeuropameister mit der Mannschaft: 1996, 1999
- Gewonnene PSA-Titel: 3
- Commonwealth Games: 1 × Bronze (Doppel 1998)
- Schottischer Vizemeister: 1998